# Pastorale (Eiximenis)
Il Pastorale (Pastoral) è un'opera letteraria scritta da Francesc Eiximenis a Valencia in latino fra 1397 e 1400. Fu dedicata al vescovo di Valencia Hug de Llupià.

## Origine
Il Pastorale fu scritto per il vescovo di Valencia, Hug de Llupià i Bages per richiesta di Miquel de Miracle, parroco di Penàguila, come dice la prefazione del libro. Probabilmente fu scritto in occasione della sua presa di possesso dell'episcopato di Valencia nel 1397 oppure nel 1398. O forse, più probabilmente, in occasione del suo arrivo a Valencia il 9 agosto 1400.

## Struttura e contenuto
L'opera consta di cento sessantasette capitoli, divisi in quattro parti, e si tratta principalmente sui doveri e sugli obblighi dei vescovi, sebbene al principio parli del diritto canonico in generale.
Forse sarebbe equivalente all’Onzè (undicesimo volume) di Lo Crestià, che Eiximenis non scrisse, dove aveva l'intenzione di trattare di diritto canonico. Nonostante, se si considera che il sacerdozio è un sacramento, il Desè (decimo volume) di Lo Crestià aveva l'intenzione di scrivere di sacramentaria.
Questo libro segue il modello del classico Regula Pastoralis (regolo pastorale) di San Gregorio il Grande, che è un manuale per la vita dei vescovi e sacerdoti.

## Edizioni
Esiste un'edizione incunabola stampata a Barcellona da Pere Posa il 5 dicembre 1495. Recentemente è stata approntata un'edizione critica e una traduzione in catalano in forma di tesi di laurea. Ma questa tesi non è stata stampata, è soltanto disponibile sul web.
Dunque non abbiamo ancora un'edizione attuale di quest'opera. Tuttavia, Curt Wittlin trascrisse cinque capitoli (da parte del 36 fino al 40) in un interessante articolo che analizza il nascosto antimonarchismo ed antioligarchismo eiximeniano.

## Edizioni digitali

### Incunaboli
- Edizione nella Memòria Digital de Catalunya (Memoria Digitale della Catalogna) dell'edizione incunabola stampata a Barcellona da Pere Posa il 5 dicembre 1495.

### Edizioni moderne
- Archiviato il 16 marzo 2016 in Archive.is. Edizione in Tesis doctorals en Xarxa (Tesi di laurea on line) dell'edizione critica e della traduzione in catalano fatta da Montserrat Martínez Checa (Francesc Eiximenis. Pastorale. Edició i traducció, Barcelona, UAB, 1995). Tesi di laurea di Montserrat Martínez Checa diretta da José Martínez Gázquez e letta nella Università autonoma di Barcellona nel 1995.

### IlPastoralenelle opere complete on line
- Opere complete di Francesc Eiximenis (in catalano e in latino).